# CCC-Liv/Saison 2020
Dieser Artikel listet den Kader und die Siege des UCI Women’s WorldTeams CCC-Liv in der Straßenradsport-Saison 2020.

## Kader
| Teamkader 2020                          | Teamkader 2020     | Teamkader 2020 | Teamkader 2020                            |
| Name                                    | Geburtsdatum       | Land           | Vorheriges Team                           |
| --------------------------------------- | ------------------ | -------------- | ----------------------------------------- |
| Sofia Bertizzolo                        | 21. August 1997    | Italien        | Virtu Cycling Women (2019)                |
| Valerie Demey                           | 17. Januar 1994    | Belgien        | Lotto Soudal Ladies (2018)                |
| Marta Jaskulska                         | 25. März 2000      | Polen          |                                           |
| Jeanne Korevaar                         | 24. September 1996 | Niederlande    | Jan van Arckel (2015)                     |
| Evy Kuijpers                            | 15. Februar 1995   | Niederlande    | Jan van Arckel (2018)                     |
| Marta Lach                              | 26. Mai 1997       | Polen          | Mat Atom Deweloper (2018)                 |
| Riejanne Markus                         | 1. September 1994  | Niederlande    | Liv-Plantur (2016)                        |
| Ashleigh Moolman                        | 9. Dezember 1985   | Südarfika      | Cervélo Bigla (2018)                      |
| Aurela Nerlo                            | 11. Februar 1998   | Polen          | TKK Pacific Toruń - Nestlé Fitness (2019) |
| Soraya Paladin                          | 4. Mai 1993        | Italien        | Alé Cipollini (2019)                      |
| Pauliena Rooijakkers                    | 12. Mai 1993       | Niederlande    | Parkhotel Valkenburg-Destil (2017)        |
| Agnieszka Skalniak-Sójka                | 22. April 1997     | Polen          | Experza-Footlogix (2018)                  |
| Sabrina Stultiens                       | 8. Juli 1993       | Niederlande    | Sunweb (2017)                             |
| Inge van der Heijden (9. Feb.–31. Jul.) | 12. August 1999    | Niederlande    |                                           |
| Marianne Vos                            | 13. Mai 1987       | Niederlande    |                                           |
|                                         |                    |                |                                           |
| Quelle: UCI                             |                    |                |                                           |

## Siege
| Siege    | Siege                                                        | Siege     | Siege  | Siege            | Siege |
| Datum    | Rennen                                                       | Staat     | Klasse | Siegerin         |       |
| -------- | ------------------------------------------------------------ | --------- | ------ | ---------------- | ----- |
| 6. Feb.  | South Africa National Road Cycling Championships - Women ITT | Südarfika | CN     | Ashleigh Moolman |       |
| 8. Feb.  | South Africa National Road Cycling Championships - Women RR  | Südarfika | CN     | Ashleigh Moolman |       |
| 22. Aug. | Polnische Meisterschaften, Straßenrennen der Frauen          | Polen     | CN     | Marta Lach       |       |
| 30. Aug. | Polnische Bergmeisterschaften der Frauen                     | Polen     | CN     | Marta Lach       |       |
| 13. Sep. | Giro d'Italia Women, 3. Etappe                               | Italien   | 2.WWT  | Marianne Vos     |       |
| 15. Sep. | Giro d'Italia Women, 5. Etappe                               | Italien   | 2.WWT  | Marianne Vos     |       |
| 16. Sep. | Giro d'Italia Women, 6. Etappe                               | Italien   | 2.WWT  | Marianne Vos     |       |
| 26. Sep. | Poland National Road Cycling Championships - Women Duo       | Polen     | CN     | CCC-Liv          |       |